# دیجیمون
دیجیمون (به ژاپنی: デジモン Dejimon) (به انگلیسی: Digimon؛ کوتاه‌شدهٔ عبارت «Digital Monsters» یک سلسله کالاها و رسانه‌های (تخیلی) محبوب ژاپنی است که شامل، انیمه، مانگا، اسباب‌بازی‌ها، بازی ویدئویی، بازی کارتی و رسانه‌های دیگر است. دیجیمون ها هیولاهایی در اشکال مختلف‌اند که در «دنیای دیجیتال» زندگی می‌کنند. یک دنیای موازی که از شبکه ارتباطات کامپیوتری زمین سرچشمه گرفته‌است.
این حق رای دادن برای اولین بار در سال ۱۹۹۷ به عنوان مجموعه ای از حیوانات خانگی مجازی ایجاد شد، که به سبک و معروف تاماگوچی یا اسباب بازی‌های نانو گیگا پت معروف است. موجودات برای اولین بار طراحی شده‌اند که حتی بر روی صفحه نمایش کوچک دستگاه‌ها نیز نگاه می‌کنند. تحولات بعد آنها را با سبک سخت‌تر لبه‌های تحت تأثیر کمیک‌های آمریکایی ایجاد کرد. حق رای دادن با اولین تجسم انیمه، دیجیمون ماجراجویی و یک بازی ویدئویی ابتدایی، ( Digimon World ) که هر دو در سال ۱۹۹۹ منتشر شد، به دست آوردند. چندین فصل انیمیشن و فیلم بر اساس آنها پخش شده‌است، و سری بازی‌های ویدئویی به این ژانرها گسترش یافته‌است به عنوان نقش بازی، مسابقه، مبارزه . فرم‌های دیگر رسانه نیز منتشر شده‌.
تایچی یاگامی (تای کامیا)،سورا تاکنوچی و یاماتو ایشیدا (مَت) از کلاس پنجم، کوشیرو ایزومی (ایزی) و می‌می تاچیکاوا از کلاس چهارم، تاکرو تاکایشی (تی‌کِی) از کلاس دوم جو کیدو (جویی) از کلاس ششم و هیکاری یاگامی (کاری کامیا) از کلاس دوم به همراه سایر بچه‌های مدرسه به اردو رفته بودند، با یک حادثه از محل کمپ جدا شده و ناگهان خود را در دنیای دیجی می‌یابند، در حالیکه هیچ اطلاعی از وجود چنین دنیایی نداشتند. آنها خیلی زود متوجه می‌شوند که از جانب موجودات عجیب و غریبی به آنجا فراخوانده شده‌اند. این موجودات از بچه‌ها می‌خواهند که برای مقابله با دیجیمون‌های بد، به آنها کمک کنند. بچه‌ها به این نتیجه می‌رسند که دیجیمون‌های آنها با کمک نیروی فکر بچه‌ها و استفادهٔ به موقع از اشیاء دیجیتالی که در اختیار آنها قرار گرفته (دیجیوایس) به قدرتی فراتر می‌رسند که حتی می‌توانند تغییر شکل دهند و از آنها دفاع کنند. 
این بچه‌ها هر کدام نشانی مخصوص به خود دارند و نشان هر کدام از آنها رنگ به خصوص خود را دارد:
نشان تایچی یاگامی: شجاعت
رنگ نشان تایچی یاگامی: نارنجی
نشان یاماتو ایشیدا: دوستی
رنگ نشان یاماتو ایشیدا: آبی
نشان سورا تاکِنوچی: عشق
رنگ نشان سورا تاکِنوچی:قرمز
نشان کوشیرو ایزومی: دانش
رنگ نشان کوشیرو ایزومی: بنفش
نشان میمی تاچیکاوا: صداقت
رنگ نشان میمی تاچیکاوا: سبز
نشان جو کیدو: خلوص
رنگ نشان جو کیدو: طوسی
نشان تاکرو تاکایشی: امید
رنگ نشان تاکرو تاکایشی: زرد
نشان هیکاری یاگامی: نور
رنگ نشان هیکاری یاگامی: صورتی
پیشرفت دیجیمون ها نوزاد به بچه نابالغ(تلفظ انگلیسی):
دیجیمون تای: بوتامون Botamon به کورومون Koromon
دیجیمون مت: پونیمون Ponymon به سونومون Tsunomon
دیجیمون سورا: نیوکیمونNiokimon به یوکومونPyocomon
دیجیمون ایزی: پابومون Pabomon به موتیمون motimon
دیجیمون میمی: یورامونYaramon به تِانمون Tanemon
دیجیمون جو: پیچیمون Pichimon به بوکامون bukamon
دیجیمون تاکرو: پویمون Poymon به پوکومون tokomon
دیجیمون کاری: یوکیمی بوتامون Yukim Butamon به نیارُمان nyaromon 
پیشرفت دیجیمون‌ها بچه نابالغ به بچه (تلفظ انگلیسی):
دیجیمون تای:
کورومون Koromon به آگومون Agumon
دیجیمون مت:سونومون Tsunomon به گابومون Gabumon
دیجیمون سورا:
یوکومون Pyocomon به پیومون piumon
دیجیمون ایزی:
موتیمون motimon به تنتومون Tentomon
دیجیمون میمی:
تِانمون Tanemon به پالمون Palemon
دیجیمون جو:
بوکامون bukamon به گومامون Gomamon
دیجیمون تاکرو:
پوکومون tokomon به پاتامون patamom
دیجیمون کاری:
نیارُمان nyaromon به پلاتمون
Pelatmon

### پیشرفت دیجیمون‌ها به سطح بزرگسال
دیجیمون تای :آگومون Agumon به گریمون
Greymon
دیجیمون مت:گابومون gabumon به گارورومون
garurumon
دیجیمون سورا:پیومون piyomon به بردرامون
birdramon
دیجیمون ایزی:تِنتومون tentomon به کابوتریمون kabuterimon
دیجیمون میمی:پالمون palemon به توگِمون togemon
دیجیمون جو:گومامون gomamon به ایکاکومون ikkakumon
دیجیمون تاکرو:پاتامونpatamon به اِنجمون(آنگمون) angemon
دیجیمون هیکاری:پُلاتمون Pelatmon به تیلمون gatomon 
پیشرفت دیجیمون‌ها از سطح بزرگسال به عالی (تلفظ ژاپنی):
دیجیمون تایچی:گِرِیمون greymon به مِتال گِرِیمون metal greymon
دیجیمون یاماتو:گارورومون garrurumon به وِر گارورومونwere garrurumon
دیجیمون سورا:بِردرامون birdramon به گارودامون garudamon
دیجیمون کوشیرو:کابوتریمون kabuterimon به مِگا کابوتریمون mega kabuterimon
دیجیمون میمی:توگمون togemon به لیلیمون lilymon
دیجیمون جو:ایکاکومون ikkakumon به زودومونzudomon
دیجیمون تاکرو:اِنجِمون(آنگمون) angemon به هولی آنجمون (هالی انجمون) holy angemon 
دیجیمون هیکاری: تیلمون gatomon به آنجِوومن(آنگروُمون) angewomon
پیشرفت دیجیمون‌ها از سطح عالی به نهایی (تلفظ ژاپنی)
دیجیمون تای:مِتال گِرِیمون metal greymon به وارگِرِیمون war greymon
دیجیمون مت:وِر گارورومون were garrurumon به مِتال گارورومون metal garrurumon
دیجیمون سورا:گارودامون garudamon به هوئومون Hououmon
دیجیمون کوشیرو:مِگا کابوتِریمون mega kabuterimon به هِرکول کابوتِریمون hercules kabuterimon
دیجیمون میمی:لیلیمون lilymon به رُزِمون rosemon
دیجیمون جو:زودومون zudomon به وایکِمون vikemon
دیجیمون تاکرو:هولی آنجِمون holy angemon به سِرافیمون seraphimon اینم دوتا تبدیل دارد یکی به سرافیمون دیگری را نمی دانم ولی مطئن هستم در قسمت ۵۰ Digimon adventure 2020 می توانید اسم آنرا پیدا کنید 
دیجیمون هیکاری:اِنجِوُومن(آنگروُمون) angewomon به مگنا دِرامون magna dramon
انجوُمون دو تبدیل نهایی دارد یکی مگنا درامون و دیگری اُفانیمون
مطابق با یک افسانه، روزی قدرت تاریکی، دنیای دیجیمون‌ها را به خطر می‌اندازد و دیجیمون‌های خوب را به دیجیمون‌های بد تبدیل می‌کند. این افسانه می‌گوید تعدادی بچه از یک دنیای دیگر نزد دیجیمون‌ها می‌آیند و وسایلی همراه خود دارند که با آن می‌توانند دنیای دیجی را نجات دهند. آنها می‌توانند کاری کنند که دیجیمون‌ها پیشرفت و تکامل پیدا کنند. درصورتیکه تاریکی از دنیای دیجیمون‌ها خارج شود، دیگر این سرزمین به بچه‌ها احتیاجی نخواهد داشت و آنها می‌توانند به دنیای خود بازگردند؛ بنابراین بچه‌ها به دنبال مرکز نیروهای تاریکی می‌روند تا آنرا از دنیای دیجی بیرون کنند، اما دِویمون در آنجا قدرت‌های تاریکی را به سمت خود فرامی‌خواند تا این بچه‌های مزاحم را از بین ببرد. در این میان یک مرد مرموز به نام گنای Gennai، آنها را از طریق هولوگرام کمک می‌کند.
این مجموعه با عنوان اصلی Digimon Adventure اولین سری از مجموعه‌های دیجیمون است که در سال ۱۹۹۹ ساخته شد. دو سری اول این مجموعه، در جهانِ داستانیِ مشابه اتفاق می‌افتد، اما سری سوم، چهارم، پنجم و ششم هر یک جهان منحصر به فرد خود را دارا هستند. کلمهٔ «دیجیمون» Digimon از ترکیب دو کلمهٔ دیجیتال Digital و Monsters به معنی "هیولای دیجیتال" ساخته شده‌است. دیجیمون‌ها هیولاهای دیجیتالی هستند که در دنیای دیجی DigiWorld زندگی می‌کنند، یک جهان موازی که از شبکه‌های ارتباطی مختلف زمین سرچشمه گرفته‌است. این هیولاها قبل از پیشرفت، موجودات دوست داشتنی جالبی هستند، درست مثل یک حیوان خانگی، موجوداتی که در ابتدا از یک تخم نسبتاً کوچک به نام Digi-Egg بیرون می‌آیند. دیجیمون‌ها درصورتی که قدرت خود را از دست بدهند و نابود شوند دوباره به صورت دیجی‌اِگ درمی‌آیند و اگر به آنها توجه شود می‌توانند رشد کنند و به یک دیجیمون بالغ تبدیل شوند و حتی خاطرات خود را حفظ کنند. کمتر زمانی پیش می‌آید که برای همیشه از بین بروند. مربیان دیجیمون‌ها (دیجیرترها) با نام Digidestined یا Tamers شناخته می‌شوند. Tamers به معنی مربی است و Digidestined یک کلمهٔ ترکیبی به مفهوم کسی که برای دیجیمون هدف مشخص می‌کند. اما همیشه عده‌ای وجود دارند که در مقابل خوبی درمی‌آیند، انسان‌های خائنی که در حال تلاش برای از بین بردن بافت جهان دیجیتال هستند.
بر اساس طراحی شخصیت‌های این داستان، تاکنون بازی‌های کامپیوتری، کتاب‌های مصور کمیک استریپ، انواع اسباب‌بازی‌ها و غیره در اختیار علاقه‌مندان قرار گرفته‌است.
مجموعه digimon adventure tri (ماجراجویی دیجیمون سه) محصول سال ۲۰۱۵ است و درمورد همان هشت بچه به علاوه دختری به نام میکو موچیزوکی است که در بچه گی با دیجیمونش میکومون (لایبرا) آشنا می‌شود در این فصل از این انیمه گنای کارهای مرموزانه ای انجام می‌دهد و به‌طور باور نکردنی‌ای به دشمنی با بچه‌ها (دیجیرترها) می‌پردازد و باعث تبدیل میکومون به یک دیجیمون تاریکی (بدجنس) می‌شود و به شهر حمله می‌کند و بچه‌ها باید میکومون را به حالت عادی خود برگردانند و شهر اودایبا و کل جهان را نجات دهند.
این فصل مخصوص سری سنی نوجوانان است و لحظاتی احساسی و درام بیشتر از قبل وارد این فصل از انیمه می‌شود این فصل طرفداران بسیاری پیدا کرده‌است فصل بعدی این انیمه در بهار سال ۲۰۲۰ به روی آنتن ژاپن رفت که last evoultion kizuna نام داشت. در این فصل ماجراجویی را تمام شد. این فصل پایان غم انگیزی داشت. در این فصل بچه ها با فردی به نام مونه ا سان به نبرد رفتند و او را شکست دادند.

## حمله مخصوص دیجیمون‌ها
دیجیمون تایچی (تای):
آگومون: آتش کوچک baby flame _ گِرِیمون: آتش بزرگ mega flame _ گریمون آهنی: گیگا نابودکننده giga destroyer _ وارگِرِیمون: نیروی سیاره ای gaia force
دیجیمون یاماتو (مت):
گابومون: آتش کوچک petit fire _ گارورومون: آتش روباه fox fire _ وِر گارورومون: چنگال کایزِر kaiser nail _ مِتال گارورومون: نفس منجمدکننده cocytus breath
دیجیمون سورا:
پیومون: آتش جادویی magical fire _ بِیردِرامون: بال شهابی meteor wing _ گارودامون: بال سایه‌ای shadow wing _ هوئومون (فونیکسمون): انفجار نور ستاره‌ایstar-light explosion
دیجیمون کوشیرو (ایزی):
تِنتومون: صاعقه کوچک puchi thunder _ کابوتِریمون: انفجار بزرگ mega blaster _ آتولار کابوتریمون: شاخ خورد کننده horn buster _ هرکول کابوتریمون: شوکر الکتریکی بزرگ mega electro shocer
دیجیمون میمی:
پالمون: پیچک سمّی poison ivy _ توگمون: بارش سوزن chic chic bang bang _ لیلیمون: گلوله گلها flower cannon _ روزِمون: وسوسه ممنوع forbidden temptation
دیجیمون جو (جویی):
گومامون: ماهی‌های شناگر marching fishes _ ایکّاکومون: نیزه (شاخ) آتشین harpoon vulcan _ زودومون: چکش آتشفشانی hummer spark _ وایکِمون: کولاک شمالی arctic blizzard
دیجیمون تاکرو (تی کی):
پاتامون: فشار هوایی air shot _ اِنجِمون: مشت بهشتی heaven’s knuckle _ هولی اِنجِمون: دروازه بهشتی heaven’s gate _ سرافیمون: هفت بهشت seven heaven’s
دیجیمون هیکاری (کاری):
پُلوتمون: زوزه هاپو (پاپی) puppy howling  تِیلِمون: مشت گربه‌ای neko punch _ اِنجِوُمون: تیر مقدّس holy arrow _ افانیمون : نیزه ی بهشت

## سری‌های تلویزیونی
1. ماجراجویی دیجیمون (Digimon Adventure)
2. ماجراجویی دیجیمون 02 (Digimon Adventure 02)
3. مربیان دیجیمون (Digimon Tamers)
4. مرز دیجیمون (Digimon Frontier)
5. ناجیان دیجیمون (Digimon Savers/Data Squad)
6. دیجیمون‌ های ترکیبی (Digimon Xros Wars/Fusion)
7. دنیای دیجیمون: هیولا های موبایلی (Digimon Universe:  Appli Monsters)
8. ماجراجویی دیجیمون ۲۰۲۰ (راه اندازی مجدد) (Digimon Adventure 2020: Reboot)
9. دیجیمون بازی شبح (Digimon Ghost Game)
10. دیجیمون ضرب‌شکن (Digimon Beatbreak)

## صدا و سیما
در سال ۱۳۸۹ کارتون دیجیمون در صدا و سیما پخش شد. فصل اول این مجموعه با عنوان اصلی ماجراهای دیجیمون Digimon Adventure در آرشیو شبکه پویا ۳۹ قسمت از این فصل آماده پخش است ولی سری اول این انیمه ۵۴ قسمت دارد. مابقی قسمت‌های سری اول، به گفته شبکه پویا با موازین و مقررات پخش سازمان صدا و سیمای جمهوری اسلامی ایران مغایرت دارند و پخش نخواهند شد.